# Magyar labdarúgó-bajnokság (harmadosztály – Bakony csoport)

## Leírása
A magyar labdarúgó-bajnokság harmadosztálya hat csoportból áll területi felosztás alapján. Az Alföld-csoport, a Duna-csoport, és a Tisza-csoport 16 csapatot, míg a Bakony-csoport, a Dráva-csoport, és a Mátra-csoport 15 csapatot foglal magába. A feljutások és kiesések miatt gyakori, hogy bizonyos csapatok az aktuális új szezont már másik csoportban kezdik meg.

## A 2011–2012-es szezon

### Csapatok
Az alábbi csapatok alkotják a Bakony-csoportot a 2011–2012-es szezonban. A bajnokságban négy-négy Vas megyei és Veszprém megyei, három Zala megyei, illetve két-két Fejér megyei és Győr-Moson-Sopron megyei csapat vesz részt.
| A csapat neve | A csapat székhelye | Megye                   | Előző évi helyezés           |
| --- | ------------------ | ----------------------- | ---------------------------- |
| Badacsonytomaj SK | Badacsonytomaj     | Veszprém megye          | Bakony-csoport - 13.         |
| Balatonfüredi FC | Balatonfüred       | Veszprém megye          | Bakony-csoport - 6.          |
| Csákvári TK | Csákvár            | Fejér megye             | Fejér megyei I. osztály - 1. |
| Csornai SE | Csorna             | Győr-Moson-Sopron megye | Bakony-csoport - 9.          |
| Első Mosonmagyaróvári TE 1904 | Mosonmagyaróvár    | Győr-Moson-Sopron megye | Bakony-csoport - 4.          |
| Hévíz FC | Hévíz              | Zala megye              | Bakony-csoport - 3.          |
| Körmendi FC | Körmend            | Vas megye               | Vas megyei I. osztály - 1.   |
| Lombard Pápa TFC II | Pápa               | Veszprém megye          | Bakony-csoport - 2.          |
| Móri SE | Mór                | Fejér megye             | Duna-csoport - 8.            |
| Nagykanizsai TE 1866 | Nagykanizsa        | Zala megye              | Dráva-csoport - 7.           |
| Répcelak SE | Répcelak           | Vas megye               | Bakony-csoport - 11.         |
| Sárvár FC | Sárvár             | Vas megye               | Bakony-csoport - 7.          |
| Szombathelyi Haladás II | Szombathely        | Vas megye               | Bakony-csoport - 5.          |
| Várpalotai BSK | Várpalota          | Veszprém megye          | Bakony-csoport - 15.(1)      |
| Zalaegerszegi TE II | Zalaegerszeg       | Zala megye              | Bakony-csoport - 8.          |
| (1)A Várpalotai BSK az MLSZ Versenybizottságának döntése értelmében felkérést kapott a nevezésre, s a csapat élt a lehetőséggel. |                    |                         |                              |

### A bajnokság állása
| #   | Csapat neve              | Mérkőzés | Győzelem | Döntetlen | Vereség | Lőtt gólok | Kapott gólok | Gólkülönbség | Pontszám |
| --- | ------------------------ | -------- | -------- | --------- | ------- | ---------- | ------------ | ------------ | -------- |
| 1.  | Balatonfüredi FC         | 17       | 13       | 1         | 3       | 41         | 11           | 30           | 40       |
| 2.  | Mosonmagyaróvári TE 1904 | 18       | 12       | 3         | 3       | 35         | 13           | 22           | 39       |
| 3.  | Dorogi FC                | 17       | 9        | 6         | 2       | 31         | 17           | 14           | 33       |
| 4.  | Újbuda TC                | 17       | 10       | 2         | 5       | 36         | 23           | 13           | 32       |
| 5.  | Andráshida SC            | 17       | 10       | 1         | 6       | 28         | 20           | 8            | 31       |
| 6.  | Körmendi FC              | 17       | 8        | 4         | 5       | 34         | 28           | 6            | 28       |
| 7.  | Csornai SE               | 18       | 8        | 2         | 8       | 32         | 27           | 5            | 26       |
| 8.  | Sárvári FC               | 18       | 6        | 4         | 8       | 24         | 29           | -5           | 22       |
| 9.  | Répcelaki SE             | 18       | 6        | 3         | 9       | 26         | 30           | -4           | 21       |
| 10. | Hévíz FC                 | 18       | 6        | 3         | 9       | 24         | 30           | -6           | 21       |
| 11. | Nagykanizsai TE 1866     | 18       | 6        | 1         | 11      | 21         | 28           | -7           | 19       |
| 12. | Lombard Pápa TFC II      | 17       | 4        | 2         | 11      | 15         | 26           | -11          | 14       |
| 13. | Móri SE                  | 16       | 3        | 5         | 8       | 16         | 31           | -15          | 14       |
| 14. | Komáromi VSE             | 18       | 2        | 1         | 5       | 8          | 58           | -50          | 7        |

Az alábbi táblázat a Bakony-csoport állását mutatja 18 fordulót követően. Az NB III 6 csoportgyőztese osztályozót játszik a két NB II-es csoport 6-8. helyezettjeivel a feljutásért. A 2-5. helyezettek és a két legjobb 6. helyezett maradnak az NB III-ban. A 7-14. helyezettek és a négy legrosszabb 6. helyezett kiesnek az NB III-ból.